# Chopped, Screwed, Live and Unglued
Chopped, Screwed, Live and Unglued è un cofanetto composto da due CD e da un DVD del gruppo musicale statunitense Korn, pubblicato il 26 settembre 2006 dalla Virgin Records e dalla EMI.

## Descrizione
La raccolta contiene: i remix di alcune canzoni dell'album See You on the Other Side elaborati da DJ Michael "5000" Watts utilizzando la tecnica del chopped and screwed; un esclusivo remix intitolato Coming Undone wit It prodotto insieme al gruppo crunk-rap Dem Franchize Boyz; due remix della canzone Coming Undone fatti da due fan vincitori dell'Acid Planet Remix Contest; delle canzoni registrate dal vivo in varie città; due inedite registrazioni acustiche dei singoli Twisted Transistor e Coming Undone; dei video per la canzone Liar, i video musicali di Twisted Transistor e Coming Undone e i video delle interviste con il gruppo.

## Tracce
- Disco: 1 - Chopped & Screwed (CD)

1. Twisted Transistor - 5:03
2. Hypocrites - 3:44
3. Getting Over (con DJ Michael "5000" Watts) - 3:16
4. Getting Off - 4:04
5. For No One - 4:52
6. Love Song - 4:44
7. 10 or a 2-way - 4:06
8. Coming Undone - 4:05
9. Coming Undone wit It (Korn vs. Dem Franchize Boyz) - 3:29

- Disco: 2 - Live & Unglued (CD)

1. Hypocrites (live, registrato a Colonia, Germania il 26 agosto 2005)  - 3:55
2. Somebody Someone (live, registrato a Lewiston il 26 marzo 2006) - 4:43
3. Throw Me Away (live, registrato a Lewiston il 26 marzo 2006) - 5:09
4. Liar (live, registrato a East Rutherford il 28 marzo, 2006) - 7:56
5. Love Song (live, registrato a Phoenix il 12 marzo, 2006) - 4:35
6. Blind (live, registrato a East Rutherford il 28 marzo, 2006) - 4:23
7. Coming Undone (Sleazy Days Rock Electro Remix / Acid Planet Remix-France) - 3:18
8. Coming Undone (Stegnation Remix / Acid Planet Remix-Holland) - 3:26
9. Coming Undone (live, registrato al Center Staging, Burbank il 13 aprile 2006) - 3:34
10. Twisted Transistor (live, registrato al Center Staging, Burbank il 13 aprile 2006) - 3:01

- Disco: 3 (DVD)

1. Twisted Transistor (video)
2. Coming Undone (video)
3. Twisted Transistor (live)
4. Coming Undone (live)
5. Liar (video)
6. Coming Undone wit It (video)
7. Behind-The-Scenes Footage

## Formazione
Gruppo
- Jonathan Davis - voce
- David Silveria - batteria
- Munky - chitarra
- Fieldy - basso

Altri musicisti
- Clint Lowery - chitarra